# Pic (romanzo)
Pic è un romanzo dello scrittore statunitense Jack Kerouac, pubblicato per la prima volta postumo nel 1971. Pic fu scritto quasi interamente nel 1948 ma solo vent'anni dopo verrà completato.

## Trama
Pic è la storia di un bambino di colore, Pictorial Review Jackson, che vive in Nord Carolina con suo nonno, al quale è molto affezionato. Quando quest'ultimo muore, Pic viene affidato alle cure di sua zia Gastonia che vive con il marito e i suoi sette figli, più il "nonno Jelkey", in una casa molto umile.
All'improvviso il fratello maggiore di Pic, oramai adulto e anch'egli povero ma dotato di un grande spirito di iniziativa e forza di volontà, torna a prenderlo per portarlo via con sé a New York, dove egli vive insieme alla fidanzata Sheila.
Comincia così il loro viaggio ricco di sorprese attraverso alcuni stati americani verso New York, che non sarà la loro ultima tappa, visto che dopo alcune disavventure i tre decidono di trasferirsi a San Francisco, in California, dove abita la sorella di Sheila e dove potranno trovare un lavoro e vivere una nuova vita tutti insieme.
Il primo finale preso in considerazione da Jack Kerouac descriveva un incontro tra Pic e il fratello con Sal Paradise e Dean Moriarty. Ma costretto dalla madre che non approvava questo finale, lo riscrisse sotto dettatura della genitrice che era inferma nel letto.

## Edizioni italiane
- Jack Kerouac, Pic, traduzione di Bruno Armando, introduzione di Carlo Alberto Corsi, collana Newton narratori n. 5, Newton Compton Editori, Roma, 1980,  p. 123.
- Jack Kerouac, Pic. Storia di un vagabondo sulla strada, traduzione di Bruno Armando, introduzione di Carlo Alberto Corsi, collana Centopaginemillelire n. 250, TEN, Roma, 1995,  p. 88, ISBN 88-8183-209-7.
- Jack Kerouac, Pic. Storia di un vagabondo sulla strada, traduzione di Bruno Armando, postfazione di Arnaldo Colasanti, collana Anagramma n. 8, Newton & Compton, Roma, 2005,  p. 142, ISBN 88-541-0358-6.